# Doug Walgren
Douglas Walgren, detto Doug (Rochester, 28 dicembre 1940), è un politico statunitense, membro della Camera dei Rappresentanti per lo stato della Pennsylvania dal 1977 al 1991.

## Biografia
Nato a Rochester, Walgren studiò al Dartmouth College e si laureò in giurisprudenza all'Università di Stanford per poi intraprendere la professione di avvocato.
Entrato in politica con il Partito Democratico, nel 1976 venne eletto all'interno della Camera dei Rappresentanti. Gli elettori lo riconfermarono per altri sei mandati, finché nel 1990 risultò sconfitto dall'avversario repubblicano Rick Santorum e abbandonò il Congresso dopo quattordici anni di permanenza.